# Гормалли, Дэниел
Дэниел Гормалли (англ. Daniel Gormally; род. 4 мая 1976, Гётеборг) — английский шахматист, гроссмейстер (2005).
В составе сборной Англии участник 37-й Олимпиады (2006) в Турине и 15-го командного первенства Европы (2005).

## Изменения рейтинга
| Графики недоступны из-за технических проблем. См. информацию на Фабрикаторе и на mediawiki.org. |